# Grand Prix automobile du Mexique 1962
Résultats du Grand Prix automobile du Mexique de Formule 1 1962 qui a eu lieu sur le circuit de Mexico le 4 novembre 1962. Cette course n'était pas inscrite au championnat du monde de Formule 1 1962.

## Classement
| Pos     | N° | Pilote                  | Écurie                      | Voiture        | Temps/Abandon      | Grille |
| ------- | -- | ----------------------- | --------------------------- | -------------- | ------------------ | ------ |
| 1       | 29 | Trevor Taylor Jim Clark | Team Lotus                  | Lotus-Climax   | 2 h 03 min 50 s 09 | 3      |
| 2       | 17 | Jack Brabham            | Brabham Racing Organisation | Brabham-Climax | + 1 min 01 s 01    | 7      |
| 3       | 15 | Innes Ireland           | UDT Laystall Racing Team    | Lotus-Climax   | + 1 tour           | 2      |
| 4       | 25 | Jim Hall                | Privé                       | Lotus-Climax   | + 1 tour           | 10     |
| 5       | 16 | Masten Gregory          | UDT Laystall Racing Team    | Lotus-BRM      | + 1 tour           | 9      |
| 6       | 77 | Rob Schroeder           | John Mecom                  | Lotus-Climax   | + 3 tours          | 11     |
| 7       | 4  | Carel Godin de Beaufort | Écurie Maarsbergen          | Porsche        | + 3 tours          | 12     |
| 8       | 24 | Homer Rader             | Privé                       | Lotus-Climax   | + 3 tours          | 14     |
| 9       | 52 | Jay Chamberlain         | Écurie Excelsior            | Lotus-Climax   | + 7 tours          | 16     |
| Abd.    | 60 | Walt Hansgen            | Privé                       | Lotus-Climax   | Allumage           | 13     |
| Abd.    | 14 | Roger Penske            | Dupont Team Zerex           | Lotus-Climax   | Boîte de vitesses  | 6      |
| Abd.    | 21 | Bruce McLaren           | Cooper Car Company          | Cooper-Climax  | Moteur             | 5      |
| Dsq.    | 8  | Jim Clark               | Team Lotus                  | Lotus-Climax   | Disqualifié        | 1      |
| Abd.    | 9  | Roy Salvadori           | Bowmaker-Yeoman Racing Team | Lola-Climax    | Accident           | 8      |
| Abd.    | 5  | Alan Connell            | Privé                       | Cooper-Climax  | Moteur             | 15     |
| Abd.    | 2  | Wolfgang Seidel         | Autosport Team Seidel       | Lotus-BRM      | Boîte de vitesses  | 17     |
| Abd.    | 19 | John Surtees            | Bowmaker-Yeoman Racing Team | Lotus-Climax   | Piston             | 4      |
| Ret.    | 9  | Moises Solana           | Reg Parnell Racing          | Cooper-BRM     | Retrait volontaire | -      |
| Np.     | 1  | Ricardo Rodríguez       | Rob Walker Racing Team      | Lotus-Climax   | Accident mortel    | -      |
| Forfait | 10 | Dan Gurney              | Porsche System Engineering  | Porsche        | Forfait            |        |
| Forfait | 11 | Jo Bonnier              | Porsche System Engineering  | Porsche        | Forfait            |        |

## Pole position et record du tour
- Pole position : Jim Clark : 2 min 00 s 1
- Tour le plus rapide : Jim Clark : 1 min 57 s 6.

## À noter
- Jim Clark est disqualifié pour avoir reçu de l'aide extérieure pour démarrer.